# إريك بوستروم
إريك بوستروم (بالسويدية: Erik Boström)‏ هو لاعب رماية سويدي، ولد في 23 أغسطس 1869 في ستوكهولم في السويد، وتوفي في 13 يونيو 1932 في Lissma ‏ في السويد.

## وصلات خارجية
- إريك بوستروم على موقع الاتحاد الدولي (الإنجليزية)
- إريك بوستروم على موقع أوليمبيديا (الإنجليزية)
- إريك بوستروم على موقع اللجنة الأولمبية السويدية (السويدية)